# Kamenica, Metlika
Kamenica este o localitate din comuna Metlika, Slovenia, cu o populație de 8 locuitori.